# جيريمي جوستين
جيريمي جوستين (26 أبريل 1959 في المملكة المتحدة - ) (بالإنجليزية: Jeremy Heath)‏ هو لاعب كريكت بريطاني. لعب مع نادي مقاطعة ساسكس للكركيت ‏.

## وصلات خارجية
- جيريمي جوستين على موقع إي آس بي آن كريك إنفو (الإنجليزية)